# Alexandre Dumas (stacja metra)
Alexandre Dumas – stacja 2 linii metra  w Paryżu. Znajduje się na pograniczu 11. i 20. dzielnicy Paryża. Została otwarta 31 stycznia 1903 roku.